# L'Échafaudage

L'Échafaudage est un film muet français réalisé par Léonce Perret en 1909 et sorti en 1910.

## Fiche technique
- Réalisation, scénario et producteur : Léonce Perret
- Société de production : Société des Etablissements L. Gaumont
- Pays de production : France
- Format : Muet - Noir et blanc
- Date de sortie : France : 10 février 1910